# Chili pendant la Seconde Guerre mondiale
Guerre du Pacifique
La participation du Chili à la Seconde Guerre mondiale a été un fait absolument diplomatique, sans actions belliqueuses officielles, excluant la participation de citoyens chiliens dans les forces armées des parties en conflit. En avril 1945, le Congrès National autorise le président Juan Antonio Ríos à déclarer la guerre à l'Axe, officialisée le 13 avril, notamment à l'encontre du Japon. Pourtant, étant donné l'imminente défaite du Japon, les mesures de participation à la guerre ne sont pas prises. Avec cette décision, le Chili est le dernier pays à s'unir aux Alliés.

## Neutralité du Chili (1939-1943)

### Décision du gouvernement de Pedro Aguirre Cerda
Le Chili avait une importance économique et migratoire considérable pour les deux parties du conflit. Depuis un siècle, les Allemands formaient une grande colonie résidente et il existait un parti national-socialiste local dirigé par Jorge González von Marées. Les Britanniques et les Français avaient eux aussi une forte présence, historiquement dans les secteurs bancaire, industriel et médiatique.
Pedro Aguirre Cerda avait ouvertement déclaré la neutralité du Chili dans la Seconde Guerre mondiale. Cependant, après l'entrée des États-Unis dans le conflit, en 1941, la situation devint tendue dans le pays, alors économiquement dépendant de la puissance nord-américaine.
Après l'attaque de Pearl Harbor, le ministre des Relations Extérieures, Juan Bautista Rossetti, convoqua de façon urgente une réunion des chanceliers des pays américains, donnant lieu à la Conférence de Río, lors de laquelle est prise la décision de réaffirmer les principes de solidarité continentale et est recommandée la rupture des relations diplomatiques avec le Japon, l'Allemagne et l'Italie.
Les raisons de maintenir la neutralité du Chili étaient multiples : aucun des pays de l'Axe ne présentait de motif ou d'outrage pour justifier la rupture ; la menace d'une possible attaque japonaise, qui avait averti que le Chili, s'il rompait les relations, aurait des problèmes ; la crainte d'être victime d'une guerre sous-marine à outrance avec des conséquences économiques ; et l'importance sociale et culturelle de la colonie allemande au Chili, puisque l'épouse de Ríos descendait de colons allemands.

### Gouvernement de Ríos et la pression américaine

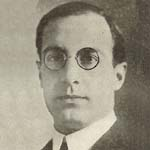
Le chancelier Ernesto Barros Jarpa a défendu la neutralité chilienne dans la guerre, face aux pressions externes et internes pour rompre les relations avec l'Axe.

Le Chili avait pris la décision de rester neutre, bien qu'il donna le statut de «non belligérant» aux États-Unis en raison de ses devoirs de solidarité continentale. Lorsque Juan Antonio Ríos devient Président, il décide, avec son ministre des Relations Extérieures Ernesto Barros Jarpa, le maintien de la neutralité.
Le 13 mai 1942, dans un incident confus, le bateau chilien Toltén de la Compagnie Sudaméricaine de Vapores est coulé sur son chemin vers New York, et ses 28 membres d'équipage meurent. Il a été présumé que le responsable est un sous-marin allemand. Cependant, par un mandat reçu quelques heures auparavant, le bateau navigue sans lumières qui permettraient son identification comme neutre.
Les États-Unis entament une série de pressions sur le gouvernement chilien pour faire changer sa politique. Ils s'attaquent diplomatiquement au Chili, l'avertissant que la neutralité permet l'action d'espions nazis sur son territoire. Le gouvernement chilien, de son côté, essaye de conditionner l'abandon de la neutralité à l'obtention d'une assistance militaire de la part des États-Unis.
Un événement gâche les relations entre les deux pays. Le président Franklin D. Roosevelt avait envoyé une invitation à son homologue chilien pour visiter les États-Unis, avec l'espoir que Ríos cesse les relations avant son départ. Dans ces circonstances, le secrétaire d'État, Sumner Welles, prononce le 8 octobre 1942 un discours polémique, avertissant que le Chili et l'Argentine permettent « que ses territoires soient utilisés par des fonctionnaires et des agents subversifs de l'Axe, comme des bases pour des activités hostiles à l'encontre de ses voisins […] je ne peux pas croire que les deux républiques permettront encore longtemps que ses voisins américains […] soient poignardés dans le dos par des émissaires de l'Axe qui opèrent sur leurs territoires».
Ces déclarations provoquent un scandale au Chili. Le président suspend sa visite aux États-Unis et reçoit le soutien unanime de l'opinion publique nationale sur sa position internationale, pour laquelle plusieurs manifestations de soutien sont organisées, notamment par l'aile gauche de la coalition.

## Actions du gouvernement chilien (1943-1945)

### Rupture diplomatique avec l'Axe
L'information de Welles n'était pas du tout exagérée, puisqu'en 1942, divers réseaux d'espionnage allemand ont été montés –par le biais de l'Opération Bolívar- au Chili. A l'intérieur du pays, l'opinion en faveur de la rupture des relations s'intensifie. L'Alliance Démocratique exige de Ríos la rupture avec l'Axe et l'ouverture de relations avec l'Union soviétique.
En de telles circonstances, Ríos doit se passer de Barros Jarpas, remplacé par Joaquín Fernández Fernández, ancien collègue de cabinet dans l'administration polémique de Carlos Dávila. En décembre, le ministre de l'Intérieur Raúl Morales est envoyé aux États-Unis, où il s'entretient avec Roosevelt pour expliquer la position du pays et obtenir des garanties avant la rupture. Une fois obtenues, cela semble suffisant au président Ríos qui décide, après avoir consulté le Sénat —qui approuve par 30 votes pour, 10 contre et 2 abstentions—, de décréter le 20 janvier 1943 la rupture de relations diplomatiques avec l'Allemagne nazie, l'Italie et le Japon.
À la fin de l'année 1943, alerté par l'espionnage britannique, le gouvernement arrête un groupe nationaliste qui prétendait renverser le gouvernement et restaurer les relations avec les pays de l'Axe. Les États-Unis envoient la croisière Trenton au large de Valparaíso pour intimider ceux qui tenteraient de renverser le gouvernement chilien.
La conjoncture conduit aussi le Chili à entamer des relations diplomatiques et consulaires avec l'un des principaux membres des Alliés, l'Union soviétique, officialisées le 11 décembre 1944 à Washington DC, aux États-Unis, par l'intermédiaire des ambassadeurs accrédités des deux pays dans la capitale américaine, Marcial Mora Miranda et Andrei Gromyko.

### Déclaration de guerre au Japon
Le 14 février 1945, le gouvernement de Ríos déclara l'état de guerre avec l'empire du Japon, afin d'entrer dans l'Organisation des Nations unies, qui demandait comme condition d'entrée d'avoir déclaré la guerre à l'une des puissances de l'Axe. Cette déclaration ne suffisant pas pour remplir les conditions requises, le Chili entreprit de déclarer formellement la guerre au Japon.
Le président envoie au Congrès National un projet de loi pour déclarer la guerre au Japon, lequel est approuvé par la Chambre des députés le 11 avril 1945, par 70 votes pour et 2 abstentions. Deux jours plus tard, le 13 avril, Ríos signe avec l'ensemble de son cabinet ministériel l'arrêté de déclaration de guerre.
Peu de temps après, en septembre 1945, la guerre est remportée par les Alliés, permettant au Chili de se maintenir à l'écart de cet événement et de ses graves conséquences mondiales. Les relations diplomatiques avec le Japon sont restaurées en 1950, lorsque le pays asiatique nomme Katsusito Narita ambassadeur au Chili, et avec la signature du Traité de San Francisco un an plus tard.

## Autres actions

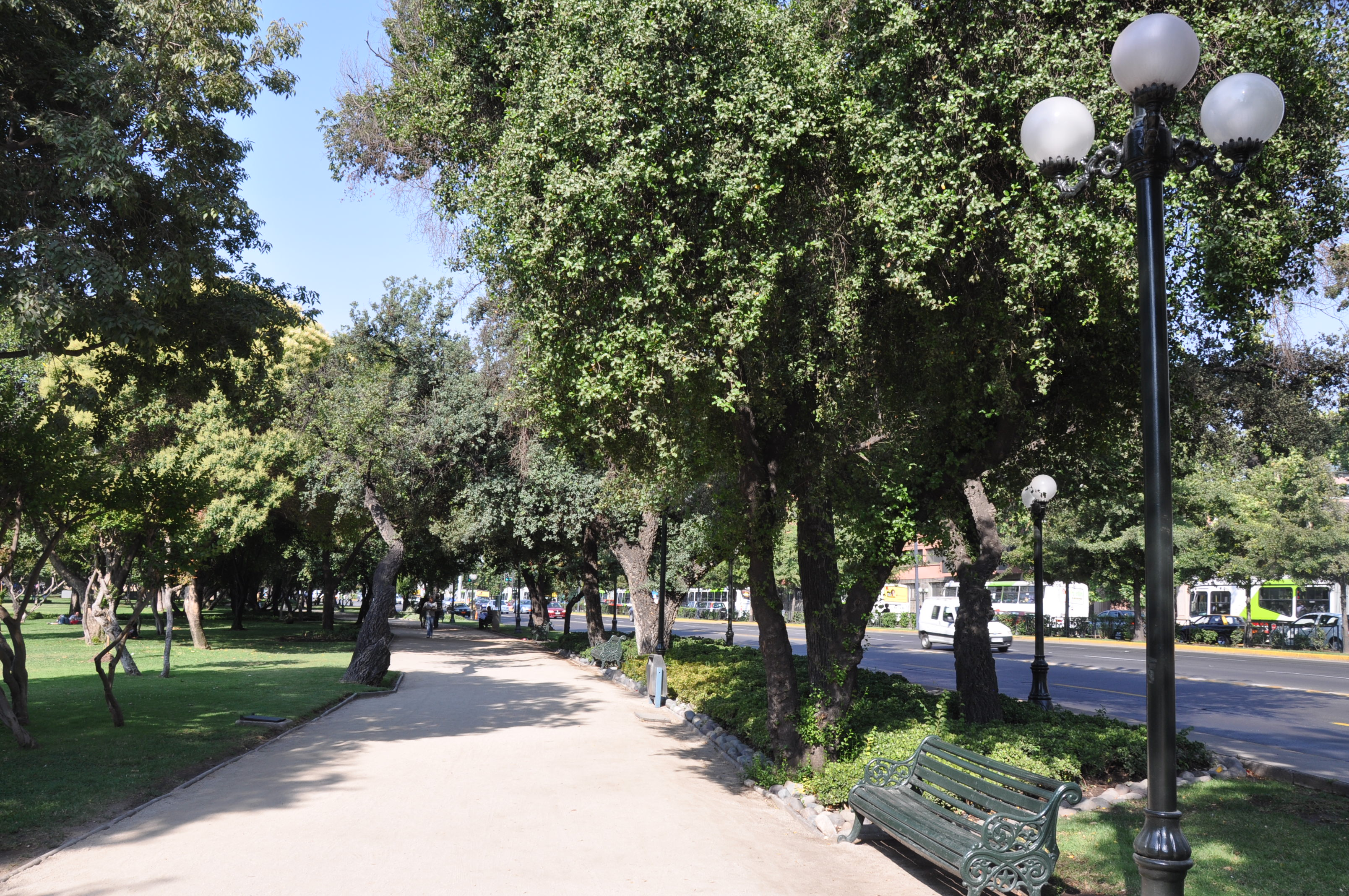
Ancien parc japonais, actuellement Parc Balmaceda.

Puisqu'une invasion allemande était écartée et une invasion terrestre depuis le Japon, si elle était possible, était improbable, la préoccupation était dans le secteur de l'Armée du Chili, qui estimait pouvoir porter le poids de la guerre. Des actions de blocage et des attaques de ports ravitaillant en métaux les Alliés (Tocopilla, Antofagasta, Chañaral et Saint-Antoine) étaient craintes, mais ils étaient protégés par le détroit de Magellan. Malheureusement les navires sur lesquels comptait la nation étaient anciens et vétustes, sans armement antiaérien et anti-sous-marin. Pire encore, le cuirassé Amiral Latorre, le meilleur bateau chilien, datait de 1921 (il était alors l'un des navires les plus puissants du monde), et se trouvait en réparations.
Un autre thème était que l'espionnage des ports ait pu alerter les sous-marins allemands des mouvements des bateaux alliés. Les nazis ont établi l'Opération Bolívar pour réaliser un espionnage dans toute l'Amérique latine, notamment dans le Cône Sud. Au Chili, les opérations ont été dirigées par Ludwig von Bohlen, et ont consisté en deux émissions de radio transmises depuis le territoire chilien, connues sous le nom de «PYL» —émise depuis Quilpúe à partir d'août 1941— et «PQZ», installée après le démantèlement de la première,. C'est pour cela que le gouvernement chilien a créé un bureau dépendant de la Police de Recherches appelée «Section Confidentielle Internationale» (SCI), plus connue sous le nom de «Département 50» (ou «D50»), qui parvint à de nombreuses arrestations d'espions supposés, accusés de planifier des sabotages, mais rien de concret n'a finalement pu être démontré.
Parmi les actions menées se trouvent la surveillance et la relégation des Japonais aux localités de Casablanca et Buin (à la différence des Allemands et des Italiens, qui ne reçurent pas ce traitement), et le changement de nom du Parc Japonais en Parc Grande-Bretagne (actuel parc Balmaceda) en 1941. Les cerisiers offerts par l'empereur ont cessé d'être arrosés, action qui sera ensuite sujet de moqueries pour avoir été l'unique agression faite à l'empire du Japon.
À la fin de la guerre, entre 500 et 1000 collaborateurs du régime de l'Allemagne nazie se cachèrent au Chili afin de ne pas être poursuivis juridiquement.